# Arnold Beckman
Arnold Orville Beckman (Cullom, 10 de abril de 1900 — La Jolla, 18 de maio de 2004) foi um químico estadunidense.

## Carreira
Enquanto professor do Instituto de Tecnologia da Califórnia, ele fundou a Beckman Instruments com base em sua invenção de 1934 do medidor de pH, um dispositivo para medir a acidez (e alcalinidade), mais tarde considerado como tendo "revolucionado o estudo da química e da biologia". Ele também desenvolveu o espectrofotômetro DU, "provavelmente o instrumento mais importante já desenvolvido para o avanço da biociência".  Beckman fundou o Shockley Semiconductor Laboratory, a primeira empresa de transistores de silício na Califórnia, dando origem ao Vale do Silício.  Em 1965, ele se aposentou como presidente da Beckman Instruments, tornando-se o presidente de seu conselho de administração. Em 23 de novembro de 1981, ele concordou em vender a empresa, que foi então fundida com a SmithKline para formar a SmithKline Beckman. Após a aposentadoria, ele e sua esposa Mabel (1900–1989) foram contados entre os principais filantropos dos Estados Unidos.

## National Inking Appliance Company
Em 1934, Millikan encaminhou I. H. Lyons da National Postal Meter Company para Arnold Beckman. Lyons queria uma tinta que não entupisse para que a postagem pudesse ser impressa por máquinas, em vez de ter funcionários lambendo selos. A solução de Beckman foi fazer tinta com ácido butírico, uma substância malcheirosa. Por causa desse ingrediente, nenhum fabricante queria fabricá-lo. Beckman decidiu fazer ele mesmo. Ele fundou a National Inking Appliance Company, obtendo espaço em uma garagem de propriedade do fabricante de instrumentos Fred Henson e contratando dois alunos da Caltech, Robert Barton e Henry Fracker. Beckman desenvolveu e tirou algumas patentes para retinta de fitas de máquinas de escrever, mas comercializá-las não foi bem-sucedida. Esta foi a primeira experiência de Beckman em administrar uma empresa e comercializar um produto e, embora esse primeiro produto tenha falhado, Beckman reaproveitou a empresa para outro produto.

## Medidor de pH
A Sunkist Growers estava tendo problemas com seu próprio processo de fabricação. Limões que não eram vendáveis como produtos eram transformados em pectina ou ácido cítrico, com dióxido de enxofre usado como conservante. Sunkist precisava saber a acidez do produto a qualquer momento, e os métodos colorimétricos então em uso, como leituras de papel de tornassol, não funcionavam bem porque o dióxido de enxofre interferia neles. O químico Glen Joseph, da Sunkist, estava tentando medir eletroquimicamente a concentração de íons de hidrogênio no suco de limão, mas o dióxido de enxofre danificou os eletrodos de hidrogênio e os eletrodos de vidro não reativos produziram sinais fracos e eram frágeis.
Joseph se aproximou de Beckman, que propôs que, em vez de tentar aumentar a sensibilidade de suas medições, ele ampliasse seus resultados. Beckman, familiarizado com sopro de vidro, eletricidade e química, sugeriu um projeto para um amplificador de tubo de vácuo e acabou construindo um aparelho funcional para Joseph. O eletrodo de vidro usado para medir o pH foi colocado em um circuito de grade no tubo de vácuo, produzindo um sinal amplificado que poderia ser lido por um medidor eletrônico. O protótipo foi tão útil que Joseph solicitou uma segunda unidade. 
Beckman viu uma oportunidade e, repensando o projeto, decidiu criar um instrumento químico completo que pudesse ser facilmente transportado e usado por não especialistas. Em outubro de 1934, ele registrou o pedido de patente US Patent No. 2 058 761 para seu "acidímetro", mais tarde renomeado como medidor de pH. A Arthur H. Thomas Company, um negociante de instrumentos científicos conhecido nacionalmente com sede na Filadélfia, estava disposto a tentar vendê-lo. Embora custasse US $ 195, aproximadamente o salário mensal inicial de um professor de química na época, era significativamente mais barato do que o custo estimado de construção de um instrumento comparável a partir de componentes individuais, cerca de US$ 500. O medidor de pH original pesava quase 7 kg, mas foi uma melhoria substancial em relação a uma bancada cheia de equipamentos delicados. O medidor mais antigo tinha uma falha de projeto, em que as leituras de pH mudavam com a profundidade de imersão dos eletrodos, mas Beckman corrigiu o problema selando o bulbo de vidro do eletrodo.
Em 8 de abril de 1935, Beckman renomeou sua empresa para National Technical Laboratories, reconhecendo formalmente seu novo foco na fabricação de instrumentos científicos. A empresa alugou quartos maiores na 3330 Colorado Street,e começou a fabricar medidores de pH. O medidor de pH é um dispositivo importante para medir o pH de uma solução e, em 11 de maio de 1939, as vendas foram bem-sucedidas o suficiente para que Beckman deixasse a Caltech para se tornar o presidente em tempo integral dos Laboratórios Técnicos Nacionais. Em 1940, Beckman conseguiu fazer um empréstimo para construir sua própria fábrica de 12 000 pés quadrados em South Pasadena.

## Espectrofotometria

### Ultravioleta
Em 1940, o equipamento necessário para medir a energia da luz no espectro visível poderia custar a um laboratório até US$ 3 000, uma quantia enorme na época. Também houve um interesse crescente em examinar os espectros ultravioleta além dessa faixa. Assim como Beckman havia criado um único instrumento fácil de usar para medir o pH, ele estabeleceu como objetivo criar um instrumento fácil de usar para espectrofotometria. A equipe de pesquisa de Beckman, liderada por Howard Cary, desenvolveu vários modelos.
Os novos espectrofotômetros usaram um prisma para separar a luz em seu espectro de absorção e um fototubo para medir eletricamente a energia da luz em todo o espectro. Eles permitiram que o usuário traçasse o espectro de absorção de luz de uma substância, dando uma "impressão digital" padronizada, característica de um composto. Com o modelo D de Beckman, mais tarde conhecido como espectrofotômetro DU, os Laboratórios Técnicos Nacionais forneceram com sucesso o primeiro instrumento único fácil de usar contendo os componentes ópticos e eletrônicos necessários para a espectrofotometria de absorção ultravioleta. O usuário pode inserir uma amostra, discar o comprimento de onda desejado da luz e ler a quantidade de absorção dessa frequência a partir de um medidor simples. Ele produziu espectros de absorção precisos nas regiões ultravioleta e visível do espectro com relativa facilidade e precisão repetível. O National Bureau of Standards realizou testes para certificar que os resultados do DU eram precisos e repetíveis e recomendou seu uso.
O espectrofotômetro DU de Beckman foi referido como o "modelo T" dos instrumentos científicos: "Este dispositivo simplificou e agilizou para sempre a análise química, permitindo que os pesquisadores realizassem uma medição quantitativa com precisão de 99,9% de uma substância em minutos, em oposição às semanas exigidas anteriormente para resultados de apenas 25% de precisão. "Theodore L. Brown observa que "revolucionou a medição de sinais de luz de amostras". O ganhador do Prêmio Nobel Bruce Merrifield é citado como chamando o espectrofotômetro DU de "provavelmente o instrumento mais importante já desenvolvido para o avanço da biociência".
O desenvolvimento do espectrofotômetro também teve relevância direta para o esforço de guerra. Por exemplo, o papel das vitaminas na saúde estava sendo estudado, e os cientistas queriam identificar alimentos ricos em vitamina A para manter os soldados saudáveis. Os métodos anteriores envolviam alimentar ratos por várias semanas e, em seguida, realizar uma biópsia para estimar os níveis de vitamina A. O espectrofotômetro DU produziu melhores resultados em questão de minutos.  O espectrofotômetro DU também foi uma ferramenta importante para os cientistas que estudam e produzem a nova droga milagrosa penicilina.  No final da guerra, as empresas farmacêuticas americanas produziam 650 bilhões de unidades de penicilina por mês.  Grande parte do trabalho realizado nesta área durante a Segunda Guerra Mundial foi mantido em segredo até depois da guerra.

### Infravermelho
Beckman e sua empresa estiveram envolvidos em vários projetos secretos. Havia uma escassez crítica de borracha, que era usada em pneus de jipes e aviões e em tanques. Fontes naturais do Extremo Oriente não estavam disponíveis por causa da guerra, e os cientistas procuraram um substituto sintético confiável. Beckman foi abordado pelo Office of Rubber Reserve sobre o desenvolvimento de um espectrofotômetro infravermelho para auxiliar no estudo de produtos químicos como tolueno e butadieno. O Escritório da Reserva de Borracha reuniu-se secretamente em Detroit com Robert Brattain da Shell Development Company, Arnold O. Beckman e R. Bowling Barnes da American Cyanamid. Beckman foi convidado a produzir secretamente uma centena de espectrofotômetros infravermelhos para serem usados por cientistas autorizados do governo, com base em um projeto para um espectrofotômetro de feixe único que já havia sido desenvolvido por Robert Brattain para a Shell. O resultado foi o espectrofotômetro Beckman IR-1.
Em setembro de 1942, o primeiro dos instrumentos estava sendo enviado. Aproximadamente 75 IR-1s foram feitos entre 1942 e 1945 para uso pelo esforço de borracha sintética dos EUA. Os pesquisadores não foram autorizados a publicar ou discutir qualquer coisa relacionada às novas máquinas até depois da guerra.  Outros pesquisadores que estavam buscando independentemente o desenvolvimento da espectrometria infravermelha foram capazes de publicar e desenvolver instrumentos durante esse período sem serem afetados por restrições de sigilo.
Beckman continuou a desenvolver o espectrofotômetro infravermelho após o lançamento do IR-1. Enfrentando forte concorrência, ele decidiu em 1953 avançar com um redesenho radical do instrumento. O resultado foi o IR-4, que podia ser operado usando um feixe único ou duplo de luz infravermelha. Isso permitiu que um usuário fizesse a medição de referência e a medição da amostra ao mesmo tempo.

## Outros projetos secretos

### Helipot
Ao mesmo tempo em que Beckman foi abordado sobre espectrometria de infravermelho, ele foi contatado por Paul Rosenberg. Rosenberg trabalhou no Laboratório de Radiação do MIT. O laboratório fazia parte de uma rede secreta de instituições de pesquisa nos Estados Unidos e na Grã-Bretanha que estavam trabalhando para desenvolver radar, "detecção e alcance de rádio". O projeto estava interessado em Beckman por causa da alta qualidade dos botões de afinação ou "potenciômetros" que eram usados em seus medidores de pH. Beckman registrou o design dos botões do medidor de pH, sob o nome de "helipote" para "potenciômetro helicoidal". Rosenberg descobriu que o helipote era mais preciso, por um fator de dez, do que outros botões. No entanto, para uso em aviões, navios ou submarinos em movimento contínuo, que podem estar sob ataque, seria necessário um redesenho para garantir que os botões pudessem suportar choques e vibrações.
Beckman não teve permissão para dizer a sua equipe o motivo por trás do redesenho, e eles não estavam particularmente interessados no problema; ele finalmente encontrou uma solução sozinho. Em vez de usar um fio enrolado em uma bobina, com pressão de uma pequena mola para criar um único ponto de contato, ele redesenhou o botão para ter uma ranhura contínua, na qual o ponto de contato estava contido. O ponto de contato poderia então se mover suave e continuamente, e não poderia ser sacudido fora de contato. O modelo A Helipot de Beckman foi muito procurado pelos militares. No primeiro ano de produção, suas vendas passaram a representar 40% da receita da empresa. Beckman desmembrou uma empresa separada, a Helipot Corporation, para assumir a fábrica de componentes eletrônicos.

### Medidor de oxigênio de Pauling
Linus Pauling, da Caltech, também estava fazendo um trabalho secreto para os militares. O Comitê de Pesquisa de Defesa Nacional convocou uma reunião em 3 de outubro de 1940, querendo um instrumento que pudesse medir de forma confiável o conteúdo de oxigênio em uma mistura de gases, para que pudessem medir as condições de oxigênio em submarinos e aviões. Pauling projetou o medidor de oxigênio Pauling para eles. Originalmente abordado para fornecer caixas de caixa para o medidor por Holmes Sturdivant, assistente de Pauling, Beckman logo foi convidado a produzir o instrumento inteiro.
Embora o conselho dos Laboratórios Técnicos Nacionais não estivesse disposto a apoiar o projeto secreto, cujos detalhes não puderam ser informados, eles concordaram que Beckman estava livre para acompanhá-lo de forma independente. Beckman montou uma segunda empresa spinoff, Arnold O. Beckman, Inc., para sua fabricação. Criar o medidor de oxigênio foi um desafio técnico, envolvendo a criação de halteres de vidro minúsculos e altamente precisos. Beckman criou uma pequena máquina de sopro de vidro que geraria um sopro de ar medido com precisão para criar as bolas de vidro.
Após a guerra, Beckman desenvolveu analisadores de oxigênio para outro mercado. Eles foram usados para monitorar as condições em incubadoras para bebês prematuros. Médicos da Universidade Johns Hopkins os usaram para determinar recomendações para níveis saudáveis de oxigênio para incubadoras.

### Projeto Manhattan
Instrumentos Beckman também foram usados pelo Projeto Manhattan. Os cientistas do projeto estavam tentando desenvolver instrumentos para medir a radiação em câmaras de ionização eletricamente carregadas e cheias de gás em reatores nucleares. Foi difícil obter leituras confiáveis porque os sinais eram fracos. Beckman percebeu que, com um ajuste relativamente pequeno - substituindo um resistor de carga de entrada pelo eletrodo de vidro - o medidor de pH poderia ser adaptado para fazer o trabalho. Como resultado, a Beckman Instruments desenvolveu um novo produto, o micro-amperímetro.
Além disso, Beckman desenvolveu um dosímetro para medir a exposição à radiação, para proteger o pessoal do projeto Manhattan. O dosímetro era uma câmara de ionização em miniatura, carregada com 170 volts. Tinha uma pequena escala calibrada no topo, cuja agulha era uma fibra de quartzo coberta de platina. Os dosímetros também foram fabricados pela empresa spinoff de Beckman, Arnold O. Beckman, Inc.

## Lutando contra a poluição
No sul da Califórnia do pós-guerra, incluindo a área de Pasadena, onde os Beckmans viviam, a poluição estava se tornando um tópico crescente de conversa, bem como uma experiência desagradável. Caracterizado pela primeira vez como "ataques de gás" em 1943, a suspeita recaiu sobre uma variedade de causas possíveis, incluindo os potes de manchas usados pelos produtores de laranja, a fumaça produzida por plantas industriais locais e escapamentos de carros. A Câmara de Comércio de Los Angeles foi uma das organizações preocupadas com as possíveis causas e efeitos da poluição, pois se relacionava tanto com a indústria (e empregos) quanto com a qualidade de vida na área. Beckman estava envolvido com a Câmara de Comércio.
Em 1947, o governador da Califórnia, Earl Warren, assinou uma lei estadual de controle da poluição do ar, autorizando a criação de Distritos de Controle da Poluição do Ar (APCDs) em todos os condados do estado.  A Câmara de Comércio de Los Angeles pediu a Beckman que os representasse na criação de um APCD local. O novo APCD, quando formado, pediu a Beckman que se tornasse o consultor científico do Oficial de Controle da Poluição do Ar. Ele ocupou o cargo de 1948 a 1952.
O oficial de controle da poluição do ar em questão era Louis McCabe, um geólogo com formação em engenharia química. McCabe inicialmente suspeitou que a poluição era resultado da poluição por dióxido de enxofre e propôs que o condado convertesse o poluente suspeito em fertilizante por meio de um processo caro. Beckman não estava convencido de que o dióxido de enxofre fosse o verdadeiro culpado por trás da poluição atmosférica de Los Angeles. Ele visitou Gary, Indiana, onde estavam sendo tomadas medidas para lidar com a poluição por dióxido de enxofre, e ficou impressionado com o cheiro característico de enxofre no ar. Retornando, Beckman convenceu McCabe de que eles precisavam procurar uma causa diferente.
Beckman entrou em contato com um professor da Caltech que estava trabalhando com poluição, Arie Jan Haagen-Smit.  Eles desenvolveram um aparelho para coletar material particulado do ar de Los Angeles, usando um sistema de tubulação resfriado intermitentemente por nitrogênio líquido. Haagen-Smit identificou a substância que eles coletaram como um material orgânico peróxi. Ele concordou em passar um ano estudando a química da poluição. Seus resultados, apresentados em 1952, identificaram o ozônio e os hidrocarbonetos de chaminés, refinarias e escapamentos de carros como ingredientes-chave na formação de poluição.
Enquanto Haagen-Smit trabalhava na gênese da poluição, Beckman desenvolveu um instrumento para medi-la. Em 7 de outubro de 1952, ele recebeu a patente de um "gravador de oxigênio" que usava métodos colorimétricos para medir os níveis de compostos presentes na atmosfera. A Beckman Instruments acabou desenvolvendo uma gama de instrumentos para vários usos no monitoramento e tratamento de escapamentos de automóveis e poluição do ar. Eles até produziram "vans de monitoramento da qualidade do ar", laboratórios personalizados sobre rodas para uso do governo e da indústria.
O próprio Beckman foi abordado pelo governador da Califórnia, Goodwin Knight, para chefiar um Comitê Especial sobre Poluição do Ar, para propor maneiras de combater a poluição. No final de 1953, o comitê tornou públicas suas conclusões. A "Bíblia de Beckman" aconselhou que os principais passos fossem dados imediatamente:
- Parar vazamentos de vapor de refinarias e postos de gasolina
- Estabelecendo padrões para escapamentos de automóveis
- Conversão de caminhões e ônibus a diesel para propano
- pedindo às indústrias poluidoras que restrinjam os poluentes ou se afastem das cidades
- Proibição da queima de lixo a céu aberto
- Desenvolvimento do transporte regional de massa

A Beckman Instruments também adquiriu a Liston-Becker Instrument Company em junho de 1955. Fundada por Max D. Liston, a Liston-Becker teve um histórico de sucesso no desenvolvimento de analisadores de gás infravermelho. Liston desenvolveu instrumentos para medir a poluição atmosférica e as emissões de escapamento de carros, essenciais para as tentativas de melhorar a qualidade do ar de Los Angeles na década de 1950.
Beckman ajudou a criar a Air Pollution Foundation, uma organização sem fins lucrativos para apoiar pesquisas sobre como encontrar soluções para a poluição e educar o público sobre questões científicas relacionadas à poluição.
Em 1954, tornou-se membro do conselho de administração da Câmara de Comércio de Los Angeles e presidente do Comitê de Poluição do Ar. Ele defendeu poderes mais fortes para o APCD e encorajou a indústria, as empresas e os cidadãos a apoiar seu trabalho. Ele ajudou a Câmara de Comércio a desenvolver uma abordagem unificada para monitorar a poluição, transmitir alertas de poluição e resolver o problema da poluição. Em 25 de janeiro de 1956, ele se tornou presidente da Câmara de Comércio de Los Angeles. Ele identificou as duas questões-chave de seu mandato como combater a poluição e apoiar a colaboração da ciência, tecnologia, indústria e educação locais.
Beckman reconheceu que a qualidade do ar não melhoraria da noite para o dia. Seu trabalho com a qualidade do ar continuou por anos e lhe trouxe atenção nacional. Em 1967, Beckman foi nomeado para o Conselho Federal de Qualidade do Ar para um mandato de quatro anos, pelo presidente Richard Nixon.

## Eletrônicos
John J. Murdock detinha ações substanciais nos Laboratórios Técnicos Nacionais. Ele e Arnold Beckman assinaram um contrato de opção de compra de ações pelo qual Beckman poderia comprar as ações da NTL de Murdock de sua propriedade após sua morte. Quando Murdock morreu em 1948, Beckman conseguiu obter o controle acionário da empresa. Em 27 de abril de 1950, o National Technical Laboratories foi renomeado para Beckman Instruments, Incorporated. Em 1952, a Beckman Instruments tornou-se uma empresa de capital aberto na New York Curb Exchange, gerando novo capital para expansão, incluindo expansão no exterior.

### Cermets
A Helipot Corporation, a empresa derivada que Beckman criou quando o conselho da NTL duvidava da eletrônica, foi reincorporada à Beckman Instruments e tornou-se a Divisão Helipot em 1958. Os pesquisadores do Helipot estavam experimentando cermets, materiais compostos feitos pela mistura de cerâmica e metais. Os potenciômetros feitos com cermet em vez de metal eram mais resistentes ao calor, adequados para uso em temperaturas extremas.

### Centrífugas
[editar código-fonte]
Em 1954, a Beckman Instruments adquiriu a fabricante de ultracentrífugas Spinco (Specialized Instruments Corp.), fundada por Edward Greydon Pickels em 1946. Essa aquisição foi a base da divisão de centrífugas Spinco da Beckman. A divisão passou a projetar e fabricar uma variedade de ultracentrífugas preparativas e analíticas.

### Semicondutores
Em 1955, Beckman foi contatado por William Shockley. Shockley, que havia sido um dos alunos de Beckman na Caltech, liderou o programa de pesquisa do Bell Labs em tecnologia de semicondutores. Os semicondutores eram, de certa forma, semelhantes aos cermets. Shockley queria criar uma nova empresa e pediu a Beckman que servisse no conselho. Após uma discussão considerável, Beckman se envolveu mais de perto: ele e Shockley assinaram uma carta de intenções para criar o Shockley Semiconductor Laboratory como uma subsidiária da Beckman Instruments, sob a direção de William Shockley. O novo grupo se especializaria em semicondutores, começando com a produção automatizada de transistores de base difusa.
Como a mãe idosa de Shockley morava em Palo Alto, Shockley queria estabelecer o laboratório nas proximidades de Mountain View, Califórnia. Frederick Terman, reitor da Universidade de Stanford, ofereceu à empresa um espaço no novo parque industrial de Stanford. A empresa foi lançada em fevereiro de 1956, mesmo ano em que Shockley recebeu o Prêmio Nobel de Física junto com John Bardeen e Walter Houser Brattain "por suas pesquisas sobre semicondutores e sua descoberta do efeito transistor". O Shockley Semiconductor Laboratory foi o primeiro estabelecimento a trabalhar em dispositivos semicondutores de silício no que veio a ser conhecido como Vale do Silício.
Shockley, no entanto, não tinha experiência em gestão empresarial e industrial. Além disso, ele decidiu que o laboratório pesquisaria uma invenção própria, o diodo de quatro camadas, em vez de desenvolver o transistor de silício difuso com o qual ele e Beckman haviam concordado. Beckman foi tranquilizado por seus engenheiros de que as ideias científicas por trás do projeto de Shockley ainda eram sólidas. Quando apelada por membros do laboratório de Shockley, Beckman optou por não interferir em sua gestão.  Em 1957, oito cientistas importantes, incluindo Gordon Moore e Robert Noyce, deixaram o grupo de Shockley para formar uma startup concorrente, a Fairchild Semiconductor, que desenvolveria com sucesso transistores de silício. Em 1960, Beckman vendeu a subsidiária Shockley para a Clevite Transistor Company, encerrando sua associação formal com semicondutores. No entanto, Beckman foi um apoiador essencial da nova indústria em seus estágios iniciais.

### Computadores e automação
Beckman também viu que os computadores e a automação ofereciam uma infinidade de oportunidades de integração em instrumentos e no desenvolvimento de novos instrumentos. A Beckman Instruments comprou a Berkeley Scientific Company na década de 1950 e, mais tarde, desenvolveu uma Divisão de Sistemas dentro da Beckman Instruments "para desenvolver e construir sistemas de dados industriais para automação".  Berkeley desenvolveu o computador analógico EASE e, em 1959, Beckman tinha contratos com grandes empresas nas indústrias aeroespacial, espacial e de defesa, incluindo Boeing Aerospace, Lockheed Aircraft, North American Aviation e Lear Siegler.
A Divisão de Sistemas Beckman também desenvolveu sistemas de computador especializados para lidar com grandes volumes de dados de rádio telemétricos de satélites e espaçonaves não tripuladas. Isso incluía sistemas para processar fotografias da Lua, tiradas pela espaçonave Ranger da NASA.